# تشارلز جي. وارنر
تشارلز جي. وارنر هو سياسي أمريكي، ولد في 29 مارس 1875 في مقاطعة لانكستر في الولايات المتحدة، وتوفي في 24 سبتمبر 1955 في لنكن في الولايات المتحدة. نشط حزبياً في الحزب الجمهوري. وقد انتخب member of the Nebraska House of Representatives ‏.